# Premier régiment spécial de commandos
Le Jednostka Wojskowa Komandosów (nom en fr. Unite Militaire Komandosów), Unite Militaire de Commandos. Anciennement connu sous 1 Pułk Specjalny Komandosów, fr. 1er Régiment Spécial de Commandos) appelé également 1 PSK, ou par son numéro JW 4101 (Jednoska Wojskowa 4101, en français "Unité Militaire 4101") est une unité de forces spéciales Polonaises basée à Lubliniec.

## Histoire
JW 4101 a été formé en 1961 par la république populaire de Pologne, alors membre du Pacte de Varsovie. C'est la plus ancienne unité militaire la conduite des opérations spéciales au sein des Forces armées de la Troisième République de Pologne. Le régiment a été formé par ordre du chef de l'état-major polonais le 8 octobre 1993, sous le nom de 1 Pułk Specjalny (1er Régiment Spécial). Il fut créé sur base du 1 Samodzielny Batalion Szturmowy (1er Bataillon d'Assaut Indépendant) qui était en cours de suppression.
L'ajout de la particule Komandosów ("de Commandos") au nom a eu lieu en 1995.
Pendant les années 1993-2007, le régiment était sous les ordres du commandant de l'Armée de Terre Polonaise et était la seule unité spéciale autonome au sein de l'Armée de Terre polonaise et des forces armées polonaises (si on exclut le JW Grom).

## Héritage et Traditions
Le régiment revendique d'être dans la tradition des unités suivantes :
- 1 Samodzielna Kompania Commando (1942-1944)
- Batalion Armii Krajowej "Parasol" (1943)
- Batalion Armii Krajowej "Zośka" (1943)
- Polski Samodzielny Batalion Specjalny (1943-1944)
- 1 Samodzielny Batalion Szturmowy (1964-1993)
- 62 Kompania Specjalna "Commando" (1967-1994)
- 1 Pułk Specjalny Komandosów (1993-2011)

Aigle des Forces Spéciales Polonaises

## Caractéristiques
Le Jednostka Wojskowa Komandosów agit en temps de paix, de crise et de guerre, tant sur le territoire de la République de Pologne qu'à l'étranger. Il mène des opérations telles que la reconnaissance spécial, les actions directes, le soutien, l'attaque de plongeurs de combat etc. Il s'agit d'une unité formée exclusivement de militaires professionnels. Elle est aujourd'hui sous les ordres du Dowództwo Wojsk Specjalnych (pl) (Commandement des Forces Spéciales), et entre dans le cadre des Wojska Specjalne Rzeczypospolitej Polskiej (Forces Spéciales de la République de Pologne). Les soldats du régiment portent les bérets vert sombre des forces spéciales avec au-dessus de l'œil gauche l'aigle des forces spéciales. Contrairement aux unités de l'armée de terre, le grade du soldat n'est pas indiqué sur le bérêt.

## Destination
Les soldats de l'Unité Militaire 4101 sont formés aux tactiques vertes (combat dans le milieu naturel), noires (combat en milieu urbain), bleues (combat en milieu aquatique) et rouges (premiers secours)
Le 1er Régiment Spécial de Commandos est prévu pour mener des opérations spéciales avant tout dans le cadre des tactiques "vertes". Dans le cadre de ses activités le régiment peut mener les opérations suivantes :
1. SR – (Special Reconnaissance) – Mission de reconnaissance spéciale.
2. UW – (Unconventional Warfare) – Actions non conventionnelles.
3. DA – (Direct Action) – Actions directes.
4. MS - (Military Support) - Formation des forces alliées
5. CT – (Counterterrorism) – Contre-terrorisme.
6. CSAR – (Combat Search and Rescue) – Recherche et sauvetage au combat.
7. MOOTW – (Military Operations Other Than War) Opérations non liées à la guerre.
8. HR – (Hostage Rescue), Récupération d'otages.
9. CPP – (Close Personal Protection) Protection de VIP.

## Engagements
Les opérateurs de l'unité ont travaillé entre autres sur le terrain de l'ex-Yougoslavie au sein du contingent polonais, ils ont également accompli des missions de défense au Pakistan et travaillé avec le 5th Special Forces Group ODA (appelé aussi A-team) en Irak. Le régiment a également assuré la protection de dignitaires polonais en visite en Irak et en Afghanistan. Les soldats de l'unité 4101 combattent actuellement en Afghanistan, ils y ont récemment capturé un "as" dans le jeu de cartes des personnalités les plus recherchées, il s'agit du mollah Dawood. Cette action a été hautement évaluée tant par le commandement de l'ISAF que par celui des Forces Spéciales Américaines. Pour ses succès, l'officier dirigeant l'unité a été décoré par Barack Obama avec la Meritorious Service Medal, qui lui fut transmise par le général David Petraeus
Les soldats du JW 4101 ont travaillé entre autres avec:
(États-Unis)
- 1st SFG (Special Forces Group),
- 3rd SFG
- 5th SFG
- 10th SFG
- Navy SEALs

(GB)
- 21st SAS Regiment,

(FRA)
- 1er régiment de parachutistes d'infanterie de marine (1er RPIMa),
- Ainsi que d'autres unités militaires
- Ils ont entre autres participé avec les soldats des forces spéciales lituaniennes, croates, roumaines et ukrainiennes aux exercices Jackal Stone 2009, 2010, 2011.

## Armement

### Pistolets
- HK USP SD (avec modérateur de son)
- Glock 17
- WIST-94

### Pistolets mitrailleurs
- PM-98

### Fusils d'assaut
- HK416 avec canons de 14.5, 16.5 et 20 pouces, parfois avec modérateur de son.
- Beryl et Mini-Beryl

### Mitrailleuses légères
- FN Minimi
- PKM

### Mitrailleuses lourdes
- mitrailleuse M2
- WKM-B (12,7 mm OTAN, version locale du NSV)

### Fusils de précision
- Barrett M107
- Tor
- AI AW Magnum Folded en .338 Lapua Magnum
- Sako TRG-22
- Sako TRG-21
- Bor

### Fusils
- Remington 870 MCS utilisé en tant que "breacher", c'est-à-dire pour détruire les serrures et les charnières des portes

### Missile surface-air
- PZR Grom

### Grenades
- Grenade flash-bang NICO
- Grenade à gaz CS
- Grenade RGZ-89
- Grenade RGO-88

Grenades à diverses charges:
- grenades cal. 40 mm pour lance-grenades
  - cartouche 40 × 47 mm
  - cartouche 40 × 46 mm SR
  - cartouche 40 × 53 mm
- Grenade à fusil

### Lance-grenades
- AG-HK416 version évoluée du AG36 monté sur HK 416
- Pallad
- GP-25
- GMG
- Carl Gustav M3 canon sans recul
- RPG-76 Komar
- RPG-7

### Mortiers
- LM-60K

## Transport
- Honker, diverses versions, entre autres le Skorpion 3
- Honda TRX 400 4x4 quad de reconnaissance (version militaire)
- Polaris Sportsman quad
- HMMWV versions M1151A1, M1165A1 Special Ops
- Toyota Hilux
- Zodiac FC 470 Futura Commando – canot pneumatique
- Star 266M

## Moyens de reconnaissance et de liaison
- Radiostations/ Radiotéléphones Harris Falcon III (AN/PRC-152), Motorola XTS 5000R; GP 360, Radmor R3501
- mini UAV, avions de reconnaissance sans pilote: Aeronautics Orbiter, WB Electronics SOFAR

## Autres équipements
- casque MSA TC 3002, masque anti-gaz Maskpol MP-5, recycleur Aqua Lung Amphora, Gilets pare-balles : Lubawa KWS 09, Moratex Piorun et NFM Grizzly.

## Commandants de l'unité
- lt-colonel Zbigniew Kwintal de 1993 au 19 juillet 1999
- lt-colonel Bogdan Kołtuński du 19 juillet 1999 au 24 février 2003
- lt-colonel Wojciech Jania du 24 février 2003 au 15 septembre 2005
- colonel Piotr Patalong du 15 septembre 2005 au 7 novembre 2006
- colonel Dariusz Dachowicz du 7 novembre 2006 au 16 février 2010
- colonel Ryszard Pietras du 16 juillet 2010 au 5 septembre 2012
- lt-colonel Sławomir Drumowicz par intérim du 5 septembre 2012 au 26 novembre 2012
- colonel Wiesław Kukuła du 26 novembre 2012 au 28 octobre 2016
- colonel Michał Strzelecki du 28 octobre 2016 au 14 mai 2021
- Colonel Wojciech Danisiewicz à partir du 14 mai 2021